# Liste de joueurs des ligues majeures qui ont 1500 points produits
Un point produit (noté RBI selon l'anglais run batted in) est une statistique utilisée pour mesurer la contribution offensive d'un joueur de baseball.

## Règlement des points produits
- Lorsque le joueur frappe la balle en jeu et un coureur marque un point, le batteur se voit attribuer un point produit. Il ne doit pas nécessairement frapper un coup sûr : même s'il est retiré, il peut recevoir un point produit.
- Si le lanceur accorde un but-sur-balles lorsque tous les buts sont déjà occupés, le joueur reçoit un point produit. Il en reçoit aussi un s'il est atteint par un lancer avec trois coureurs sur les buts et obtient une base automatique.
- Si un joueur en défensive fait une erreur, le frappeur peut voir ou non un point produit ajouté à ses statistiques. La décision appartient au marqueur officiel.
- Si le batteur frappe dans un double jeu (l'équipe en défensive enregistre deux retraits d'un seul coup), il ne sera pas crédité d'un point produit.

## Classement
En gras, les joueurs actifs. Statistiques mises à jour le 22 septembre 2015 dans la Ligue majeure de baseball.

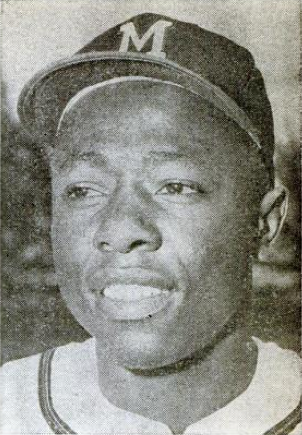
Hank Aaron a établi l'actuel record de points produits de 1954 à 1976.

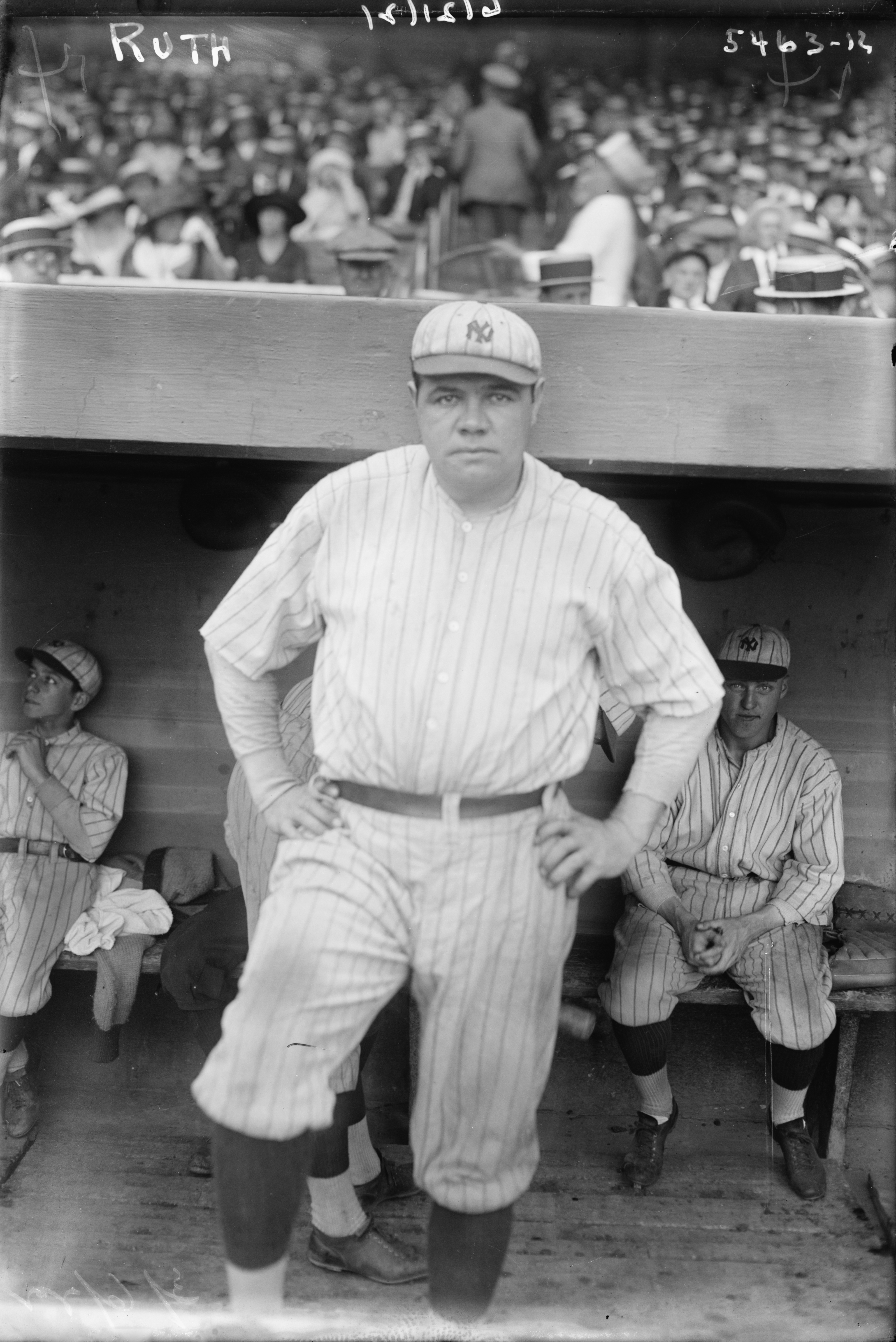
Babe Ruth bat la marque de Cap Anson en 1933 et son record tient jusqu'en 1975.

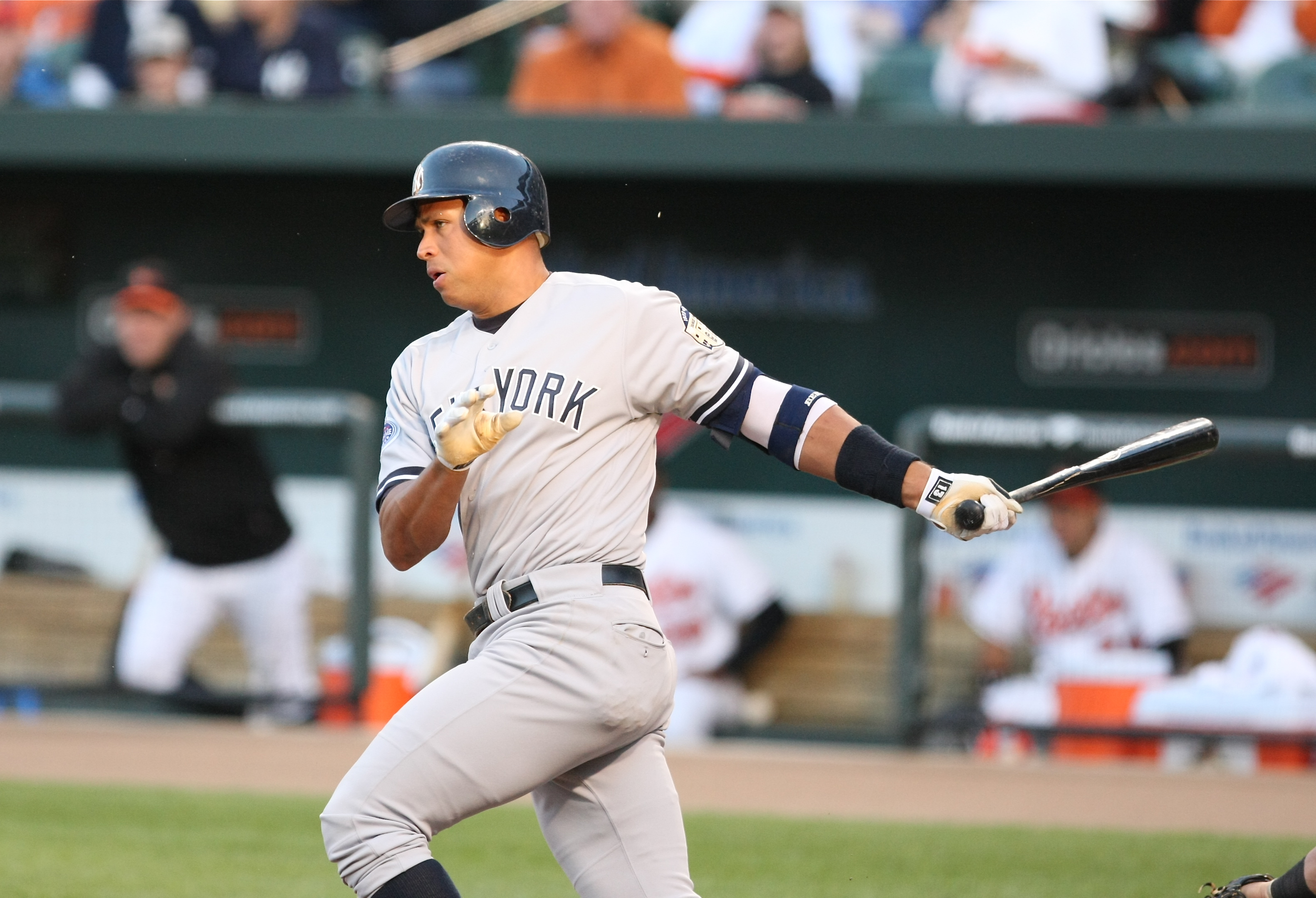
Alex Rodriguez, meneurs après la saison 2014 chez les joueurs en activité.

| Place | Joueur                          | Points produits |
| ----- | ------------------------------- | --------------- |
| 1     | Hank Aaron                      | 2297            |
| 2     | Babe Ruth                       | 2213            |
| 3     | Cap Anson                       | 2076            |
| 4     | Alex Rodriguez                  | 2052            |
| 5     | Barry Bonds                     | 1996            |
| 6     | Lou Gehrig                      | 1995            |
| 7     | Stan Musial                     | 1951            |
| 8     | Ty Cobb                         | 1937            |
| 9     | Jimmie Foxx                     | 1922            |
| 10    | Eddie Murray                    | 1917            |
| 11    | Willie Mays                     | 1903            |
| 12    | Mel Ott                         | 1860            |
| 13    | Carl Yastrzemski                | 1844            |
| 14    | Ted Williams                    | 1839            |
| 15    | Ken Griffey, Jr.                | 1836            |
| 16    | Rafael Palmeiro                 | 1835            |
| 17    | Dave Winfield                   | 1833            |
| 18    | Manny Ramírez                   | 1831            |
| 19    | Al Simmons                      | 1827            |
| 20    | Frank Robinson                  | 1812            |
| 21    | Honus Wagner                    | 1732            |
| 22    | Frank Thomas                    | 1704            |
| 23    | Reggie Jackson                  | 1702            |
| 24    | Jim Thome                       | 1699            |
| 25    | Cal Ripken                      | 1695            |
| 26    | Albert Pujols                   | 1688            |
| 27    | Gary Sheffield                  | 1676            |
| 28    | Sammy Sosa                      | 1667            |
| 29    | Tony Perez                      | 1652            |
| 30    | Ernie Banks                     | 1636            |
| 31    | David Ortiz                     | 1631            |
| 32    | Harold Baines                   | 1628            |
| 33    | Chipper Jones                   | 1623            |
| 34    | Goose Goslin                    | 1609            |
| 35    | Nap Lajoie                      | 1599            |
| 36    | George Brett                    | 1595            |
| 37    | Mike Schmidt                    | 1595            |
| 38    | Andre Dawson                    | 1591            |
| 39    | Rogers Hornsby Harmon Killebrew | 1584            |
| 41    | Al Kaline                       | 1583            |
| 42    | Jake Beckley                    | 1575            |
| 43    | Willie McCovey                  | 1555            |
| 44    | Fred McGriff                    | 1550            |
| 45    | Willie Stargell                 | 1540            |
| 46    | Joe DiMaggio Harry Heilmann     | 1537            |
| 48    | Tris Speaker                    | 1531            |
| 49    | Jeff Bagwell                    | 1529            |
| 50    | Sam Crawford                    | 1525            |
| 51    | Jeff Kent                       | 1518            |
| 52    | Carlos Delgado                  | 1512            |
| 53    | Mickey Mantle                   | 1509            |

## Joueurs en activité
Statistiques mises à jour le 22 septembre 2015 dans la Ligue majeure de baseball.

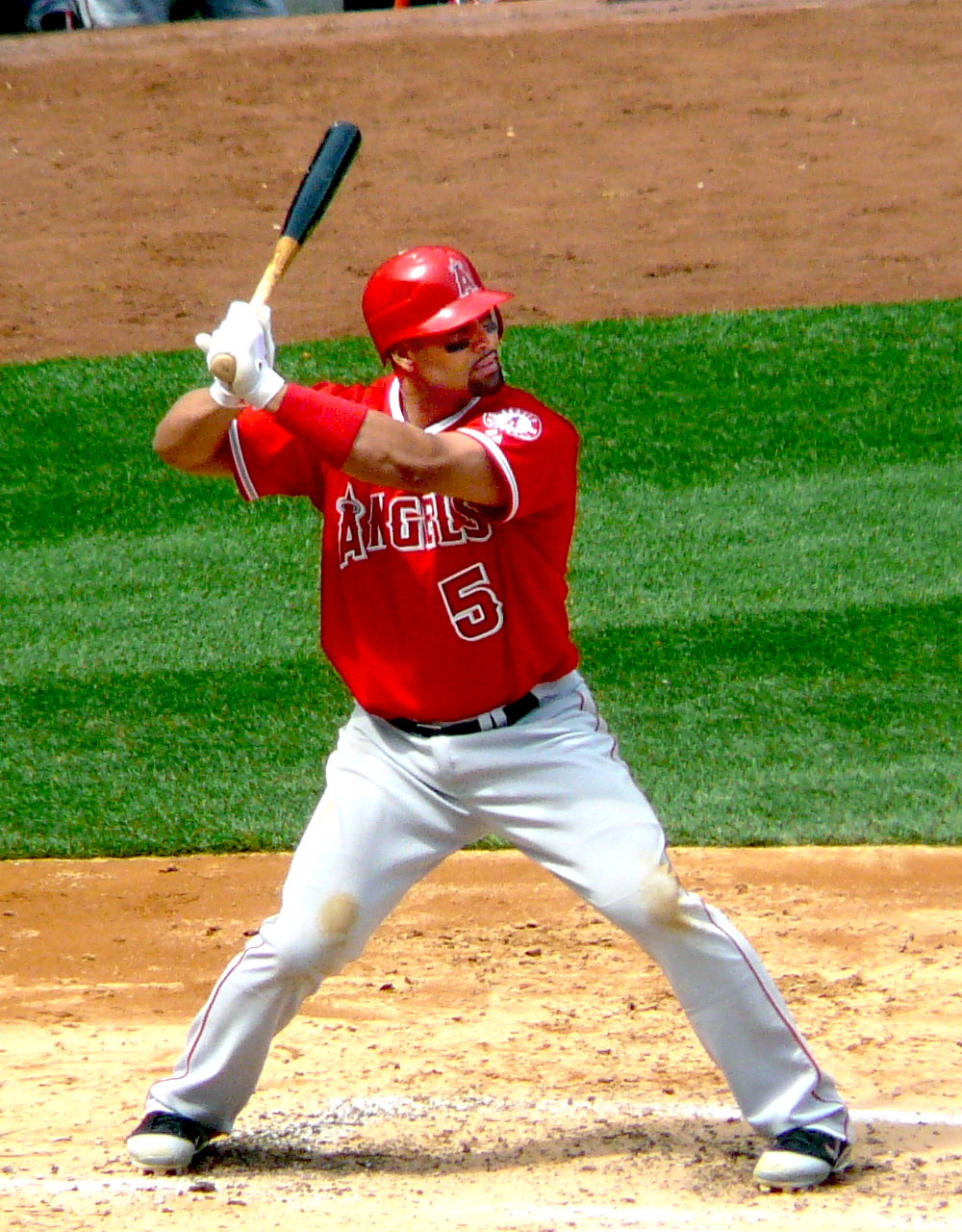
Après la saison 2014, Albert Pujols est 2e pour les points produits parmi les joueurs en activité.

| Rang | Joueur         | Points produits |
| ---- | -------------- | --------------- |
| 1    | Alex Rodriguez | 2052            |
| 2    | Albert Pujols  | 1688            |
| 3    | David Ortiz    | 1631            |
| 4    | Adrián Beltré  | 1446            |
| 5    | Miguel Cabrera | 1442            |
| 6    | Carlos Beltrán | 1434            |
| 7    | Aramis Ramírez | 1414            |
| 8    | Torii Hunter   | 1385            |
| 9    | Miguel Tejada  | 1302            |
| 10   | Ryan Howard    | 1135            |